# MTV Unplugged (EP, Mariah Carey)
MTV Unplugged je první živé album zpěvačky Mariah Carey, které vyšlo ve Spojených státech v roce 1992. Album je doposud nejprodávanějším koncertním albem.

## Seznam písní
| Číslo | Název                             | Délka |
| ----- | --------------------------------- | ----- |
| 1.    | Emotions                          | 4:00  |
| 2.    | If It's Over                      | 3:47  |
| 3.    | Someday                           | 3:56  |
| 4.    | Vision of Love                    | 3:36  |
| 5.    | Make It Happen                    | 4:09  |
| 6..   | I'll Be There (feat. Trey Lorenz) | 4:42  |
| 7.    | Can't Let Go                      | 4:35  |

## Umístění
| Země           | Umístění    |
| -------------- | ----------- |
| Nizozemsko     | 1 (6 týdnů) |
| Nový Zéland    | 1 (3 týdny) |
| USA            | 3           |
| Velká Británie | 3           |
| Austrálie      | 7           |
| Kanada         | 11          |
| Japonsko       | 13          |
| Švýcarsko      | 19          |
| Rakousko       | 21          |
| Francie        | 22          |
| Německo        | 30          |
| Švédsko        | 36          |

| Prodejnost | Počet     |
| ---------- | --------- |
| Celkem     | 6,000,000 |